# Яав II а Наведж
Яав (Ямво) II а Наведж (*д/н — 1675) — 4-й мватаганд (володар) держави Лунди в 1660—1675 роках.

## Життєпис
Син Чибінди Ілунгу, мватаганда Лунди, і луеджі (принцесі) Наведж (Рвідж). При народженні отримав ім'я Мутомб Кумуінда. Після смерті батька близько 1630 року владу захопив його стрийко Яав I. Останній взяв ймовірно опіку над Мутомбом, який змінив ім'я на Яав а Чибінда.
Лише близько 1660 року після Яава I зумів зайняти трон. Змінив ім'я на Яав II а Наведж. Продовжив загарбницьку політику на південь і схід, підкоривши  племена чокве. Відбувається широке розселення народу лунда просторами савани й заснування ряду держав-данників. Здійснив першу військову кампанію у бік соляних покладів на річці Луалаба поблизу сучасного Колвезі. Проте вона мала характер грабіжницького походу.
Провів адміністративну реформу, поділивши підвладні землі на провінції (аїлол або кілоло), на чолі яких поставив родичів по материнській лінії та військових очільників, що прийшли ще з батьком з Луби. Активно розбудовував свою столицю Мусумбу.
Помер близько 1675 року. На його честь змінено титул правителя на Мвата-Ямво. Трон спадкував син Мбал I Яав.